# جولي أنتوني (مغنية)
جولي أنتوني (بالإنجليزية: Julie Anthony)‏ هي مغنية أسترالية، ولدت في 24 أغسطس 1949 في Lameroo ‏ في أستراليا.

## وصلات خارجية
- جولي أنتوني على موقع IMDb (الإنجليزية)
- جولي أنتوني على موقع ميوزك برينز (الإنجليزية)